# Pia Sundhage
Pia Sundhage (* 13. Februar 1960 in Ulricehamn) ist eine schwedische Fußballtrainerin und ehemalige Fußballspielerin.

## Karriere
Pia Sundhage spielte 146-mal für die schwedische Nationalmannschaft und erzielte dabei 71 Tore. Beides waren lange Zeit Rekordwerte, wurden aber mittlerweile übertroffen. Sie nahm 1991 und 1995 mit Schweden an den WM-Turnieren sowie 1996 am ersten olympischen Fußballturnier der Frauen teil.
Sundhage spielte im Verlauf ihrer Karriere für Ulricehamns IFK, Falköpings KIK, Jitex BK, Östers Växjö, Lazio Rom und Hammarby IF. 1984 wurde sie mit der schwedischen Auswahl Europameister. Auf nationaler Ebene gewann sie je viermal die schwedische Meisterschaft und den schwedischen Pokal. Ihre aktive Karriere beendete sie 1996.
Ihre erste Trainerstation nach mehreren Co-Trainer-Stellen waren die Boston Breakers (WUSA), mit denen sie 2003 die Meisterschaft gewann. Nach dem finanziellen Ende der WUSA übernahm sie den Trainerposten beim norwegischen Verein Kolbotn IL und wechselte 2005 auf die Trainerbank von KIF Örebro. Während der WM 2007 arbeitete sie als Co-Trainerin für ihre Landsfrau Marika Domanski Lyfors, die die chinesische Fußballnationalmannschaft der Frauen betreute. Am 13. November 2007 wurde bekannt gegeben, dass sie das Training der Frauennationalmannschaft der Vereinigten Staaten übernehmen wird. Den ersten bedeutenden Erfolg konnte sie mit den USA bei den Olympischen Spielen in Peking erzielen, als sie das US-Team zur Goldmedaille führte. 2012 konnte sie den Erfolg bei den Olympischen Spielen in London wiederholen, gab aber am 1. September 2012 bekannt, dass sie nach Auslaufen ihres Vertrages im November in ihre Heimat Schweden zurückkehren würde. Bei der WM 2011 hatte sie die US-Mannschaft ebenfalls ins Finale geführt, ihre Mannschaft scheiterte dort aber im Elfmeterschießen an Japan. Sie betreute die US-Mannschaft in 107 Spielen, von denen 91 gewonnen und nur 10 verloren wurden. Gleichzeitig gab der schwedische Verband bekannt, dass Sundhage ab 1. Dezember 2012 neue Trainerin der schwedischen Frauennationalmannschaft wird. Beim letzten Spiel unter Sundhage, am 19. September 2012, gewann die US-Mannschaft mit 6:2 gegen Australien.
Bei der Fußball-Europameisterschaft der Frauen 2013 in ihrer Heimat erreichte die von ihr trainierte schwedische Nationalmannschaft das Halbfinale, wo sie mit 0:1 gegen Deutschland verlor. Auch bei der WM 2015 war Endstation gegen Deutschland, diesmal bereits im Achtelfinale mit 1:4. Bei den Olympischen Spielen 2016 konnte sie mit Schweden das olympische Finale erreichen aber scheiterte auch dort gegen Deutschland, diesmal mit 1:2. Bei der EM 2017 in den Niederlanden trafen beide erneut aufeinander, wobei es zum ersten Unentschieden zwischen den Schwedinnen und den Deutschen kam. Nach einem Sieg gegen Russland erreichten sie trotz einer Niederlage gegen Italien das Viertelfinale, verloren dieses aber gegen die Gastgeberinnen und späteren Europameisterinnen (Niederlande). Danach endete ihre Tätigkeit als Nationaltrainerin wie bereits vorher angekündigt.
Im Juli 2019 nahm Sundhage ein Angebot des brasilianischen Fußballverbands CBF an, die Fußballnationalmannschaft der Frauen zu betreuen. Am 28. Januar 2021 wurde ihr Vertrag bis 2024 verlängert. Nach dem Vorrunden-Aus bei der Fußball-Weltmeisterschaft der Frauen 2023 wurde Sundhage Ende August vom CBF freigestellt.
Im Januar 2024 wurde sie zur Trainerin der Schweizer Fussballnationalmannschaft der Frauen berufen. Ihr Vertrag läuft bis 2025.

## Erfolge als Spielerin
- Europameisterin: 1984
- Schwedische Meisterin: 1979, 1981, 1984, 1989
- Schwedische Pokalsiegerin: 1981, 1984, 1994, 1995
- Algarve-Cup-Siegerin: 1995
- Torschützenkönigin der Damallsvenskan: 1982 und 1983[10]

## Erfolge als Trainerin
- Vizeweltmeister bei der Fußball-Weltmeisterschaft der Frauen: 2011 mit den USA
- Olympiasieger: 2008 und 2012 mit den USA
- Algarve-Cup-Sieger: 2008, 2010, 2011 mit den USA
- WUSA Meister 2003
- Südamerikameister 2022 mit Brasilien

## Auszeichnungen
- Svenska Fotbollförbundets und Dagens Nyheters Preis für die beste Fußballspielerin 1981 (Vorläufer des Diamantbollen)[11]
- WUSA Coach of the Year 2003
- 2012: FIFA-Welttrainerin des Jahres im Frauenfußball
- 3. Platz bei der Wahl zur FIFA-Frauenfußballtrainerin des Jahres 2013[12]